# Суни, Вальтер Эмильевич
Ва́льтер Эми́льевич Су́ни (фин. Walter Suni, 1909—1979) — советский театральный режиссёр, Заслуженный деятель искусств РСФСР (1959), Заслуженный артист Карело-Финской ССР (1951), Лауреат Сталинской премии третьей степени (1950).

## Биография
Родился 4 (17) декабря 1909 года в Дудергофе (ныне — в составе города Красное Село, Санкт-Петербург) в семье учителя.
С 1926 года преподавал в Дудергофской начальной школе.
С 1930 года выступал на сцене Ленинградского Дома просвещения аккомпаниатором в агитбригаде. В 1932 году принят в труппу Ленинградского Финского театра.
С 1940 года — актёр Государственного Карело-Финского драматического театра, с 1950 по 1964 год — главный режиссёр театра. Поставил в нём свыше 40 спектаклей различного жанра.
Возглавлял карельское отделение Комитета защиты мира, избирался в Верховный Совет Карельской Автономной ССР.
В. Э. Суни умер в 1979 году (28 февраля). Похоронен в Петрозаводске на Сулажгорском кладбище.
Сын — Лев Суни (1932—2022), доктор исторических наук, профессор.
Дочь - Элеонора Вальтеровна Вильчинская (1944 - 2015), филолог

## Театральные постановки
- «Мудрая дева» М. Лассила
- «Любовь Яровая» К. А. Тренёва
- «Сын рыбака» В. Т. Лациса
- «Ветер с юга» Э. Грина

## Награды и премии
- заслуженный деятель искусств РСФСР (1959)
- заслуженный артист Карело-Финской ССР (1951)
- Сталинская премия третьей степени (1950) — за постановку спектакля «Ветер с юга» Э. Грина (1949)
- два ордена Трудового Красного Знамени (29.10.1951[2] и 22.09.1959)
- медали